# Kajakarstwo na Letnich Igrzyskach Olimpijskich 2012
Kajakarstwo na XXX Letnich Igrzyskach Olimpijskich w Londynie było rozgrywane jest w dniach 29 lipca–2 sierpnia (kajakarstwo górskie) i 6–11 sierpnia (kajakarstwo klasyczne). Zawody były rozgrywane na torze Dorney Lake (kajakarstwo klasyczne) i Lee Valley White Water Centre (kajakarstwo górskie). Po raz pierwszy na igrzyskach olimpijskich były rozegrane wyścigi na dystansie 200 metrów.

## Kalendarz
| E | Eliminacje | ½ | Półfinały | F | Finał |

| Konkurencja↓/Data → | Ndz. 29 | Pon. 30 | Wt. 31 | Wt. 31 | Śr. 1 | Śr. 1 | Czw. 2 | Czw. 2 |
| ------------------- | ------- | ------- | ------ | ------ | ----- | ----- | ------ | ------ |
| slalom C-1 mężczyzn | E       |         | ½      | F      |       |       |        |        |
| slalom C-2 mężczyzn |         | E       |        |        |       |       | ½      | F      |
| slalom K-1 mężczyzn | E       |         |        |        | ½     | F     |        |        |
| slalom K-1 kobiet   |         | E       |        |        |       |       | ½      | F      |

| Konkurencja↓/DatA → | Pon. 6 | Pon. 6 | Wt. 7 | Wt. 7 | Śr. 8 | Czw. 9 | Pt. 10 | Pt. 10 | Sob. 11 |
| ------------------- | ------ | ------ | ----- | ----- | ----- | ------ | ------ | ------ | ------- |
| C-1 200 m mężczyzn  |        |        |       |       |       |        | E      | ½      | F       |
| C-1 1000 m mężczyzn | E      | ½      |       |       | F     |        |        |        |         |
| C-2 1000 m mężczyzn |        |        | E     | ½     |       | F      |        |        |         |
| K-1 200 m mężczyzn  |        |        |       |       |       |        | E      | ½      | F       |
| K-1 1000 m mężczyzn | E      | ½      |       |       | F     |        |        |        |         |
| K-2 200 m mężczyzn  |        |        |       |       |       |        | E      | ½      | F       |
| K-2 1000 m mężczyzn | E      | ½      |       |       | F     |        |        |        |         |
| K-4 1000 m mężczyzn |        |        | E     | ½     |       | F      |        |        |         |
| K-1 200 m kobiet    |        |        |       |       |       |        | E      | ½      | F       |
| K-1 500 m kobiet    |        |        | E     | ½     |       | F      |        |        |         |
| K-2 500 m kobiet    |        |        | E     | ½     |       | F      |        |        |         |
| K-4 500 m kobiet    | E      | ½      |       |       | F     |        |        |        |         |

## Rezultaty

### Kajakarstwo klasyczne

#### Mężczyźni

##### Kanadyjki
| Konkurencja | Złoto                          | Rezultat | Srebro                                   | Rezultat | Brąz                                 | Rezultat | Źródło |
| C-1 200 m   | Jurij Czeban                   | 42.291   | Iwan Sztyl                               | 42.853   | Alfonso Benavides                    | 43.038   | [ 3 ]  |
| C-1 1000 m  | Sebastian Brendel              | 3:47.176 | David Cal                                | 3:48.053 | Mark Oldershaw                       | 3:48.502 | [ 4 ]  |
| C-2 1000 m  | Peter Kretschmer Kurt Kuschela | 3:33.804 | Andrej Bahdanowicz Alaksandr Bahdanowicz | 3:35.206 | Aleksiej Korowaszkow Ilja Pierwuchin | 3:36.414 | [ 5 ]  |

##### Kajaki
| Konkurencja | Złoto                                                              | Rezultat | Srebro                                                               | Rezultat | Brąz                                                             | Rezultat | Źródło |
| K-1 200 m   | Ed McKeever                                                        | 36.246   | Saúl Craviotto                                                       | 36.540   | Mark de Jonge                                                    | 36.657   | [ 6 ]  |
| K-1 1000 m  | Eirik Verås Larsen                                                 | 3:26.462 | Adam van Koeverden                                                   | 3:27.170 | Max Hoff                                                         | 3:27.759 | [ 7 ]  |
| K-2 200 m   | Jurij Postrigaj Aleksandr Djaczenko                                | 33.507   | Raman Piatruszenka Wadzim Machnieu                                   | 34.266   | Liam Heath Jon Schofield                                         | 34.421   | [ 8 ]  |
| K-2 1000 m  | Rudolf Dombi Roland Kökény                                         | 3:09.646 | Fernando Pimenta Emanuel Silva                                       | 3:09.699 | Martin Hollstein Andreas Ihle                                    | 3:10.117 | [ 9 ]  |
| K-4 1000 m  | Australia · Tate Smith · Dave Smith · Murray Stewart · Jacob Clear | 2:55.085 | Węgry · Zoltán Kammerer · Dávid Tóth · Tamás Kulifai · Dániel Pauman | 2:55.699 | Czechy · Daniel Havel · Lukáš Trefil · Josef Dostál · Jan Štĕrba | 2:55.850 | [ 10 ] |

#### Kobiety

##### Kajaki
| Konkurencja | Złoto                                                                       | Rezultat | Srebro                                                                              | Rezultat | Brąz                                                                             | Rezultat | Źródło |
| K-1 200 m   | Lisa Carrington                                                             | 44.638   | Inna Osypenko-Radomska                                                              | 45.053   | Natasa Douchev-Janics                                                            | 45.128   | [ 11 ] |
| K-1 500 m   | Danuta Kozák                                                                | 1:51.456 | Inna Osypenko-Radomska                                                              | 1:52.685 | Bridgitte Hartley                                                                | 1:52.923 | [ 12 ] |
| K-2 500 m   | Tina Dietze Franziska Weber                                                 | 1:42.213 | Katalin Kovács Natasa Douchev-Janics                                                | 1:43.278 | Karolina Naja Beata Mikołajczyk                                                  | 1:44.000 | [ 13 ] |
| K-4 500 m   | Węgry · Gabriella Szabó · Danuta Kozák · Katalin Kovács · Krisztina Fazekas | 1:30.827 | Niemcy · Carolin Leonhardt · Franziska Weber · Katrin Wagner-Augustin · Tina Dietze | 1:31.298 | Białoruś · Iryna Pamiałowa · Nadzieja Papok · Wolha Chudzienka · Maryna Pautaran | 1:31.298 | [ 14 ] |

### Kajakarstwo górskie

#### Mężczyźni
| Konkurencja | Złoto                         | Rezultat | Srebro                          | Rezultat | Brąz                                  | Rezultat | Źródło        |
| Slalom K-1  | Daniele Molmenti              | 93.43    | Vavřinec Hradilek               | 94.78    | Hannes Aigner                         | 94.92    | [ 15 ] [ 16 ] |
| Slalom C-1  | Tony Estanguet                | 97.06    | Sideris Tasiadis                | 98.09    | Michal Martikán                       | 98.31    | [ 17 ] [ 18 ] |
| Slalom C-2  | Timothy Baillie Etienne Stott | 106.41   | David Florence Richard Hounslow | 106.77   | Pavol Hochschorner Peter Hochschorner | 108.28   | [ 19 ] [ 20 ] |

#### Kobiety
| Konkurencja | Złoto      | Rezultat | Srebro      | Rezultat | Brąz              | Rezultat | Źródło        |
| Slalom K-1  | Émilie Fer | 106.51   | Jessica Fox | 106.57   | Maialen Chourraut | 107.90   | [ 21 ] [ 22 ] |

## Tabela medalowa
| Miejsce | Państwo           | Złoto | Srebro | Brąz | Razem |
| ------- | ----------------- | ----- | ------ | ---- | ----- |
| 1       | Niemcy            | 3     | 2      | 3    | 8     |
| 2       | Węgry             | 3     | 2      | 1    | 6     |
| 3       | Wielka Brytania   | 2     | 1      | 1    | 4     |
| 4       | Francja           | 2     | 0      | 0    | 2     |
| 5       | Ukraina           | 1     | 2      | 0    | 3     |
| 6       | Australia         | 1     | 1      | 0    | 2     |
| 7       | Rosja             | 1     | 0      | 2    | 3     |
| 8       | Włochy            | 1     | 0      | 0    | 1     |
| 8       | Nowa Zelandia     | 1     | 0      | 0    | 1     |
| 8       | Norwegia          | 1     | 0      | 0    | 1     |
| 11      | Białoruś          | 0     | 2      | 1    | 3     |
| 11      | Hiszpania         | 0     | 2      | 1    | 3     |
| 13      | Kanada            | 0     | 1      | 2    | 3     |
| 14      | Czechy            | 0     | 1      | 1    | 2     |
| 15      | Litwa             | 0     | 1      | 0    | 1     |
| 15      | Portugalia        | 0     | 1      | 0    | 1     |
| 17      | Słowacja          | 0     | 0      | 2    | 2     |
| 18      | Polska            | 0     | 0      | 1    | 1     |
| 18      | Południowa Afryka | 0     | 0      | 1    | 1     |
|         | Razem             | 16    | 16     | 16   | 48    |